# حسين محمد الدفعي
حسين محمد عبد الله الدفعي (1928 -27 فبراير 2013) هو قائد عسكري يمني، وأحد ثوار ثورة 26 سبتمبر 1962 وعضو مجلس قيادة الثورة.

## مولده ونشأته وتعايمه
من مواليد عام 1928، ولد ونشأ في مدينة صنعاء ودرس فيها حتى تخرج من المرحلة الثانوية، ثم التحق بالكلية الحربية سنة 1363هـ/1943م، وتخرج منها سنة 1367هـ/1947م برتبة ملازم ثانٍ

## مناصب وأدوار
عُيّن قائدًا لسرية مشاة في الجيش، ثم نائبًا لمدير الأمن العام في مدينة الحديدة، وتواصل خلال ذلك بالثوار المناهضين للحكم الإمامي الملكي.
وفي عام 1381هـ/1961م عُيّن للعمل مديرًا لفرع وزارة الداخلية في مدينة صنعاء، واتصل خلال ذلك بتنظيم «الضباط الأحرار»، المناهض للحكم الإمامي الملكي،
في عام 1383هـ/1963م عُيّن عضوًا في مجلس قيادة الثورة، ووزيرًا للحربية، ثم وزيرًا للدفاع اُم 1384هـ/1964م، ثم وزيرًا للداخلية عام 1386هـ/1966م،
أبعد عن الجيش في تلك الفترة نتيجة للصراع الذي اندلع بين بعض قيادات الجيش عقب انسحاب القوات المصرية من اليمن، وكان ضمن الوفد اليمني الذي اعتقل في القاهرة مع الأستاذ أحمد محمد نعمان.
وفي عام 1387هـ/1967م عُيّن نائبًا للقائد العام للقوات المسلحة، وكان له دور مهم في صد القوات الملكية التي حاصرت مدينة صنعاء في هذا العام وعرفت المعركة بحصار السبعين.
وفي عام 1392هـ/1972م عُيّن سفيرًا لليمن لدى ما كان يعرف بالاتحاد السوفيتي، ثم عُيّن مستشارًا لرئيس مجلس القيادة، ووزيرًا للدولة سنة 1397هـ/1977م، ثم مستشارًا لرئيس الجمهورية لشئون الوحدة، وكان اخر المناصب التي تقلدها مستشاراً لرئيس الجمهورية وعضواً في المجلس الاستشاري. 
وقد ترقى عسكريًّا حتى رتبة لواء.

## السياسة
انضم إلى حزب المؤتمر الشعبي العام، وتعيّن سنة 1402هـ/1982م، عضوًا في لجنته الدائمة، وأعيد تعيينه عام 1404هـ/1984م في نفس المنصب.

## وفاته
توفي بدولة الإمارات العربية المتحدة في 27 فبراير 2013، إثر مرض عضال.

## أوسمة
حصل على عدد من الأوسمة؛ منها:
- وسام الجمهورية من الدرجة الأولى من الرئيس جمال عبد الناصر .
- وسام الشرف من الرئيس عبد الرحمن الإرياني .
- وسام مأرب من الدرجة الثانية من الرئيس علي عبد الله صالح.